# Anatole De Baudot
Anatole De Baudot (Sarrebourg, 14 ottobre 1834 – Parigi, 28 febbraio 1915) è stato un architetto francese.

## Biografia
Allievo di Henri Labrouste e di Eugène Viollet-le-Duc, prese spunto dalle cattedrali gotiche francesi per proseguire su uno stile architettonico volto al razionalismo. Restaurati alcuni monumenti in Francia, De Baudot pubblicò registri con elencati molti degli edifici di origine gotica. Contestò spesso i dettami stilistici dell'architettura propugnati dall'École des beaux-arts di Parigi e si fece promotore di una rivalutazione di materiali moderni (quali ad esempio il cemento armato) al fine di impiegarli per scopi architettonici. Tra i suoi scritti teorici principali, De Baudot pubblicò Églises de bourgs et de villages, L'architecture: le passé et le présent; L'architecture et le baton armé, con evidenti riferimenti all'impiego del cemento armato, fu pubblicato postumo (nel 1916).

## Opere architettoniche

### Restauri
Anatole de Baudot seguì, con Eugène Viollet-le-Duc, il cantiere del château de Vincennes prima di dirigerlo da solo, durante 40 anni. A Tolosa e al castello di Blois fu il successore di Félix Duban.
- A Corrèze :
  - Chiesa d'Aubazine
  - Chiesa abbaziale Saint-Pierre de Beaulieu-sur-Dordogne
  - Chiesa collégiale Saint-Martin de Brive-la-Gaillarde
  - Chiesa Saint-Pierre d'Uzerche
- Nella Loir-et-Cher :
  - Chiesa di Saint-Nicolas-Saint-Laumer à Blois
  - Chiesa Notre-Dame de Nanteuil à Montrichard
  - Chiesa Notre-Dame-la-Blanche à Selles-sur-Cher
- In Charente :
  - Chiesa di Saint-Amant-de-Boixe
- In Indre-et-Loire :
  - Chiesa de Preuilly-sur-Claise
- Nel Puy-de-Dôme :
  - Portale occidentale e flèches della cathédrale Notre-Dame-de-l'Assomption de Clermont

### Edifici
- 1871: ricostruzione della chiesa Saint-Lubin à Rambouillet,
- 1882: Liceo Lakanal a Sceaux
- 1887: Liceo Edmond-Perrier a Tulle
- 1894: Liceo Victor-Hugo a Parigi;
- 1894-1904: Chiesa Saint-Jean de Montmartre a Parigi
- 1899-1902: teatro Les 7 collines a Tulle,

## Publications
- s.d.[1] (vers 1890-1900) : Archives de la Commission des Monuments Historiques publiés par les soins de A. de Baudot et A. Perrault-Dabot[2]
- 1904 : L'Architecture et le ciment armé, Office général d'éditions artistiques, 47 p.
- 1916 (publ. posthume) : L'Architecture, le passé, le présent, Henri Laurens, Paris